# The Brian Jonestown Massacre
The Brian Jonestown Massacre — американская рок-группа, которую основал и возглавил Антон Ньюкомб. Она была сформирована в Сан-Франциско в 1990 году.
Группа стала объектом документального фильма под названием Dig! (2004) и получила известность в СМИ из-за своих бурных рабочих отношений, а также из-за непредсказуемого поведения Ньюкомба. На сегодняшний день коллектив выпустил 20 альбомов, пять сборников, пять концертных альбомов, 14 EP, 22 сингла, а также два сборника с различными исполнителями.

## Характеристики
Название
Название группы представляет собой слияние имени основателя и гитариста The Rolling Stones Брайана Джонса — ключевой фигуры, привнесшей восточные влияния в западный рок в конце шестидесятых, — и инцидента 1978 года в поселении культового лидера Джима Джонса, самопровозглашенном «Джонстауне» в Гайане, где более 900 его последователей погибли в результате массового убийства-самоубийства, известного как «Бойня в Джонстауне» (англ. Jonestown Massacre).
Стиль
Музыку The Brian Jonestown Massacre описывают как психоделический рок, гаражный рок, шугейз, неопсиходелия и фолк-рок.
Согласно AllMusic ранние яркие моменты, такие как Their Satanic Majesties' Second Request 1996 года, показали склонность Ньюкомба к слиянию психоделии конца 60-х с фактурным шугейзом, в то время как более поздние выдающиеся работы, такие как воображаемый саундтрек Musique de Film Imaginé 2015 года, использовали более интеллектуальный и экспериментальный подход. Несомненно, наиболее заметный период группы последовал за выпуском документального фильма Dig! (2004), в котором основное внимание уделялось спорным отношениям между Ньюкомбом и фронтменом The Dandy Warhols Кортни Тейлор-Тейлор. Несмотря на то, что фильм подвергся критике со стороны членов обеих групп за то, что они считали несправедливым изображением, The Brian Jonestown Massacre тем не менее получил внимание СМИ и перешел в особенно плодотворный период творчества в течение 2010-х годов.

## Дискография
Смотри статью «Дискография The Brian Jonestown Massacre» в англ. разделе.
- Methodrone (1995)
- Spacegirl and Other Favorites (1995)
- Take It from the Man! (1996)
- Their Satanic Majesties' Second Request (1996)
- Thank God for Mental Illness (1996)
- Give It Back! (1997)
- Strung Out in Heaven (1998)
- Bravery, Repetition and Noise (2001)
- ...And This Is Our Music (2003)
- My Bloody Underground (2008)
- Who Killed Sgt. Pepper? (2010)
- Aufheben (2012)
- Revelation (2014)
- Musique de Film Imaginé (2015)
- Mini Album Thingy Wingy (2015)
- Third World Pyramid (2016)
- Don't Get Lost (2017)
- Something Else (2018)
- The Brian Jonestown Massacre (2019)
- Fire Doesn't Grow on Trees (2022)
- The Future Is Your Past (2023)